# Volumen (banda)
Volumen es una banda de rock alternativo, formada en el año 2004 en la ciudad de San Pedro Sula, Honduras. La banda se forma inicialmente con la idea de realizar versiones propias de canciones favoritas de grupos rock populares, eventualmente se dirigen hacia la creación de música original dada la necesidad de expresar ideologías y compartir arte. Desde su formación la banda ha realizado muchos conciertos, se ha presentado en varios eventos nacionales, en festivales de música en las Islas de la Bahía de Honduras y han sido teloneros de artistas Internacionales como ser los Mexicanos Moenia.

## Historia

### Inicios
Volumen se forma en el 2004 de la mano de Alexis Escobar, exbajista de la banda, en el colegio La Salle, cuando éste decide armar una banda para escribir una canción en un evento ecologista. Para que esto se pudiera realizar conoció a Fernando Membreño, el cual en ese tiempo tocaba la guitarra. Juntos comenzaron a generar ideas para componer la canción y al mismo tiempo buscar a los demás integrantes. Fue entonces que Fernando decide introducir a Rubén Ferrera, que sin experiencia en la música, abre caminos con su potente voz y accede a ser parte del proyecto musical . Para este tiempo solo existía una persona que se dedicaba a tocar la batería, Mauricio «El Chino», y fue entonces cuando se completó un conjunto de jóvenes que por primera vez hacían sonar sus instrumentos. Luego del éxito en el evento «Volumen» decide darle seguimiento al proyecto. Durante el este tiempo se une a la banda el guitarrista Bruno López, que con su influencia brasileña, aporta un sonido único al grupo.

### Período de transición
Con el tiempo la banda sufrió cambios en su formación inicial. Para el año 2005, Mauricio «El Chino» decide dejar la banda, forzando al grupo a buscar un reemplazo permanente aunque sin éxito alguno. Es entonces, después de un largo período de inactividad, que Fernando decide aventurar con la batería y gracias a la dedicación plena toma la decisión de plantearle a la banda que el tomaría las riendas en esa posición. Al final, este termina siendo un éxito y la banda continúa componiendo y tocando en San Pedro Sula. Al cabo de 1 año, un nuevo integrante se une a la banda, esta vez, una segunda guitarra, Jacobo Janania, continuando así con la alineación hasta mediados del 2007.
Debido al esfuerzo, dedicación, y largas horas de prácticas, se obtienen los resultados y la banda comienza a generar sus frutos, canciones originales. Es entonces cuando después de un largo período de casi 5 años, el fundador y en ese entonces bajista de la banda, Alexis Escobar, se retira del grupo tomando un diferente camino pero incursionando en proyectos independientes. A su vez, Jacobo Janania también decide tomarse un descanso para dedicarse a proyectos alternos.
Para principios del 2009, Volumen, ahora solamente Fernando, Rubén y Bruno, continúan firmes en el ámbito musical, siendo Rubén el bajista y vocalista. El desgaste físico en cada presentación obliga a Rubén a tener que reducir repertorios para su capacidad de vocalización y ejecución del instrumento, lo cual abre puertas para la bienvenida del nuevo integrante, Saúl Dubón. Quedando así como el nuevo bajista de la banda hasta la fecha.

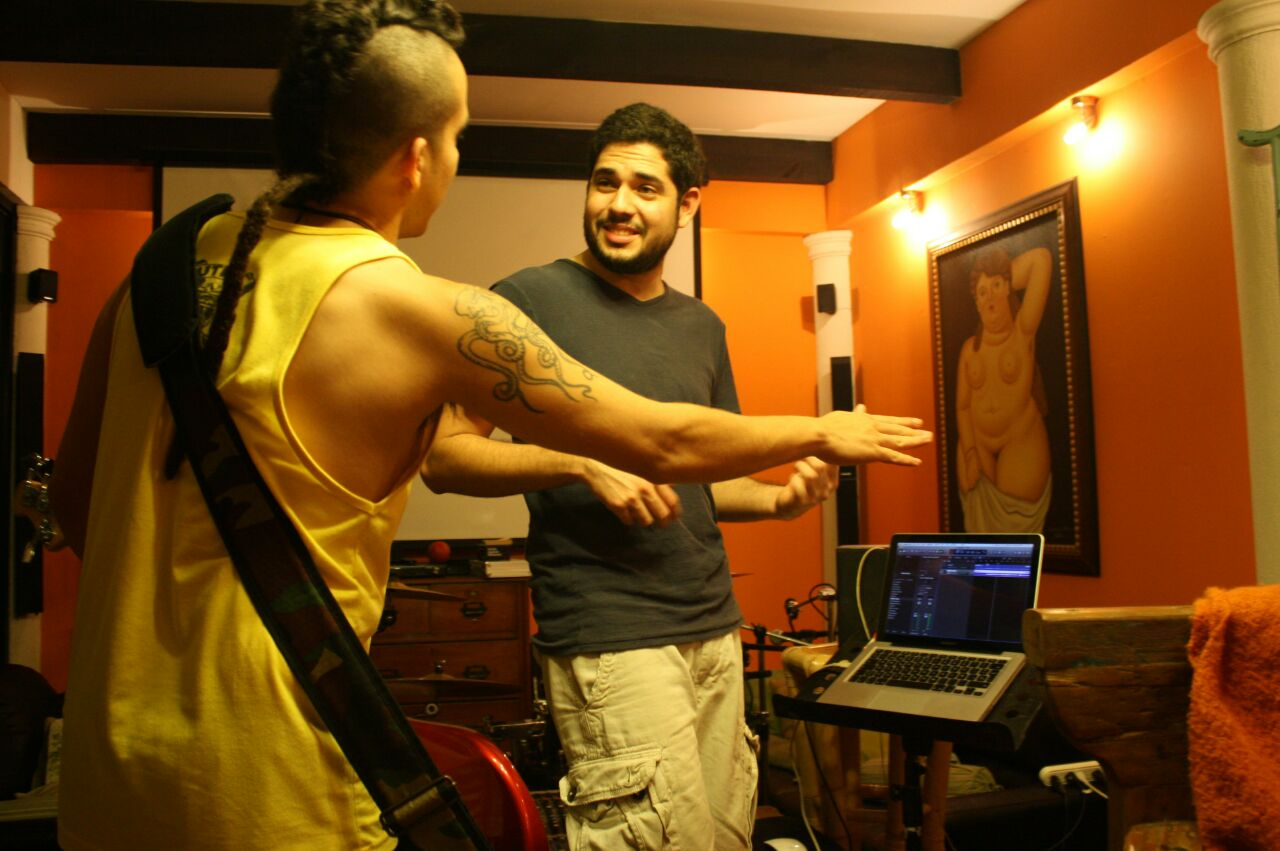
Saúl y Fernando durante sesiones de grabación en febrero de 2015.

### MEdES
Luego de reunir ideas y tras la grabación de algunos demos, graban un disco independiente de 12 temas originales intitulado MEdES, editado en el año 2012, el disco logra despertar mucho interés en la escena musical del rock en su país y tras el éxito de los temas «Tarántulas en las Hamacas» y «Caligine Versual», Volumen se coloca como una de las bandas más conocidas de su ciudad.

### Somos Rock Fest

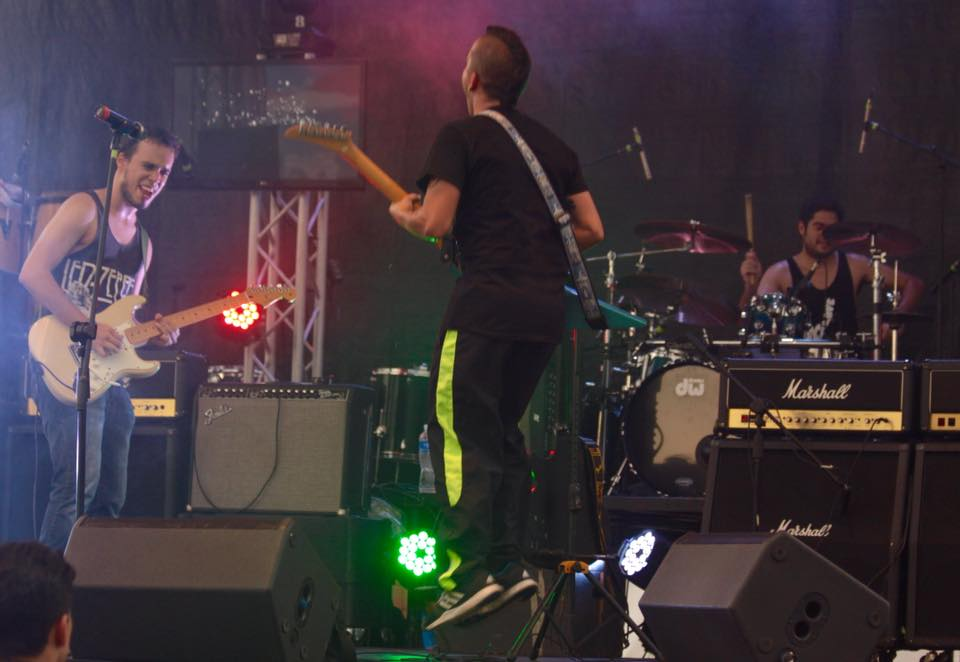
Volumen en vivo en septiembre de 2015 en el Somos Rock Fest.

Volumen se presentó como quinta banda en el primer festival de música nacional de Honduras, el Somos Rock Fest, llevado a cabo en San Pedro Sula el 26 de septiembre de 2015.
La apertura del festival estuvo a cargo de la banda Mucho Color a las 2 de la tarde dándole un toque musical diferente seguido por Grillete. Luego fue turno para la banda sampedrana Alterna quienes interpretaron su nuevo tema musical «Solo quiero ser».
Seguido por Instinto, Volumen y Punto Suspensivos, quienes deleitaron al público con sus temas musicales, a pesar de la lluvia que cayó a esas horas las bandas se mantuvieron al escenario y animaron al público presente.

### Bavaria
Volumen se concentra en la producción de su segundo material intitulado Bavaria. Continuando la misma línea del primer trabajo MEdES, se espera un disco donde se fusionan distintos géneros, dicho proyecto se estará presentando a mediados del 2016.

## Miembros

### Miembros actuales
- Rubén Ferrera: voz, guitarra y (2004-presente).
- Fernando Membreño: guitarra (2004-2005), batería (2005-presente).
- Saúl Dubón: bajo, guitarra y coros (2009-presente).
- Bruno López: guitarra líder (2004-presente).
- Luigi Campagnola: guitarra (2014-presente).

### Miembros pasados
- Alexis Escobar: bajo (2004-2008).
- Jacobo Jananía: guitarra (2004-2007).
- Mauricio Pinto: batería (2004).
- Nelson Chinchilla: bajo (2008-2009).
- Mauricio Umaña: guitarra (2008-2009).

## Discografía
- MEdES «Mundo Excitante de Experiencias Sexuales» (2012).
- Bavaria (TBD).